# Children of the Night (Robinson)

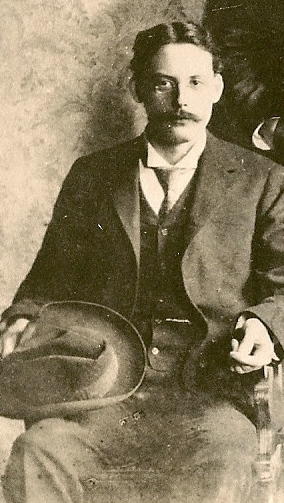
Edwin Arlington Robinson

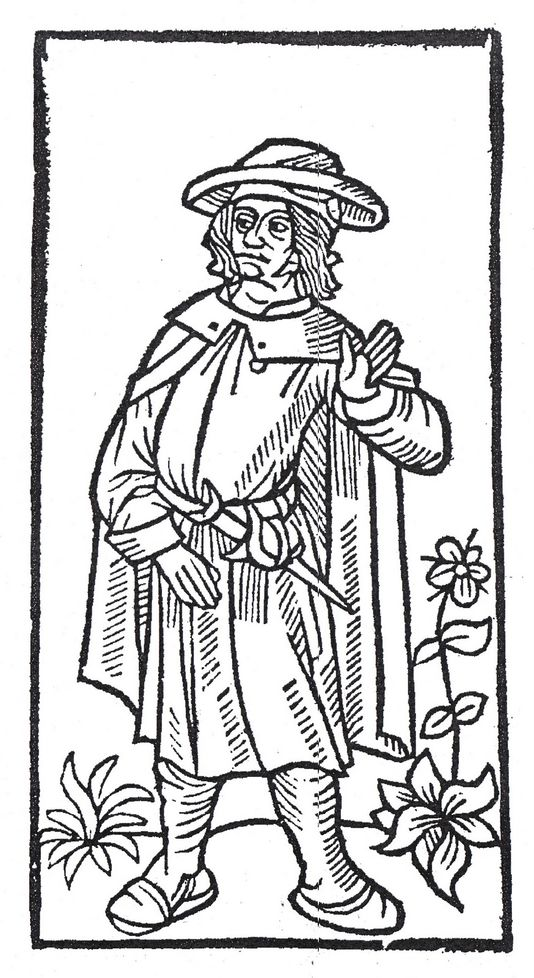
Mistrzem francuskiej ballady był François Villon

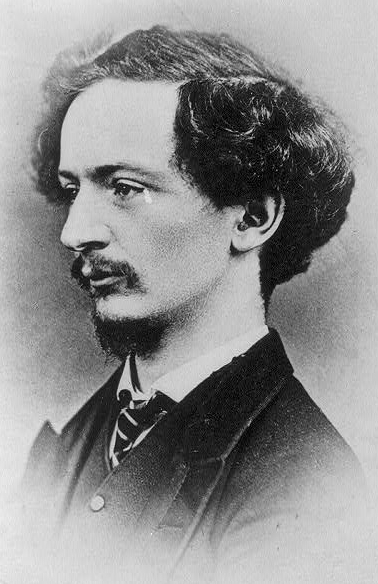
Algernon Charles Swinburne

Children of the Night – tomik wierszy amerykańskiego poety Edwina Arlingtona Robinsona, opublikowany w 1897. Był on drugim ogłoszonym przez tego autora zbiorem po The Torrent and the Night Before.

## Forma
Tomik charakteryzuje się znacznym wyrafinowaniem formalnym. Znajomość klasycznych form wersyfikacyjnych, zwłaszcza średniowiecznych francuskich układów stroficznych, poeta zawdzięczał Alansonowi Tuckerowi Schumannowi. Zawiera między innymi wiersze napisane w formie ballady francuskiej, jak poniższa ballada o nieżyjących przyjaciołach. Kompozycja ballady francuskiej, zwanej również villonowską od nazwiska François Villona, twórcy Wielkiego testamentu opiera się na powtarzaniu tych samych rymów we wszystkich trzech strofach i przesłaniu (envoy):

As we the withered ferns
By the roadway lying,
Time, the jester, spurns
All our prayers and prying --
All our tears and sighing,
Sorrow, change, and woe --
All our where-and-whying
For friends that come and go.
Life awakes and burns,
Age and death defying,
Till at last it learns
All but Love is dying;
Love's the trade we're plying,
God has willed it so;
Shrouds are what we're buying
For friends that come and go.
Man forever yearns
For the thing that's flying.
Everywhere he turns,
Men to dust are drying, --
Dust that wanders, eying
(With eyes that hardly glow)
New faces, dimly spying
For friends that come and go.
ENVOY
And thus we all are nighing
The truth we fear to know:
Death will end our crying
For friends that come and go.

W literaturze anglojęzycznej ballady francuskie pisali między innymi Geoffrey Chaucer i Algernon Charles Swinburne. Robinson zamieścił w omawianym zbiorku również utwory realizujące model sonetu i villanelli.

## Przekłady
Niektóre utwory z omawianego tomu (John Evereldown, Luke Havergal, Richard Cory, Dear Friends i Aaron Stark) przełożyła na język polski Ludmiła Marjańska.